# Asso TV
Asso TV è stata una syndication televisiva nazionale italiana attiva tra il 1988 e il 1990.

## Storia
Il network nacque per iniziativa dell'editore Mario Mortera e di colui che ne sarebbe diventato il direttore, Francesco Paolo Melani (già editore della romana Teleregione).
Il palinsesto si presentava come generalista e prevedeva telefilm e telenovelas, in gran parte mutuate da altre emittenti, oltre ad alcune produzioni originali, quali un programma-contenitore pomeridiano condotto da Anna Mazzamauro, che ospitava anche una rubrica curata da Walter Chiari.
La sede del consorzio televisivo era nel quartiere romano dell'EUR, in piazzale Konrad Adenauer.
Grazie ad accordi con molte emittenti locali il circuito riuscì ad ottenere una discreta copertura del territorio nazionale; tra le reti locali aderenti figurano Tele Video Agrigento, Tele Video Market e DAS Video Trinacria, Telecosmos Messina in Sicilia, e LTV 70 in Lazio.
Ad ottobre 1990, dopo soli due anni dal debutto, Asso TV si fuse con il network Italia 3 per dare vita al nuovo circuito Tele Asso Italia 3, sotto la direzione di Francesco Paolo Melani.
Il progetto, però, non ebbe molta fortuna, tanto che già nel 1991 sulle stesse frequenze ricomparve il solo logo di Italia 3, che a sua volta si sciolse definitivamente nel 1993.

## Controversie
L'editore del canale, Mario Mortera, e il direttore, Francesco Paolo Melani, successivamente alla chiusura rete, furono coinvolti in alcune vicende giudiziarie relative a smercio e riciclaggio di denaro falso, e favoreggiamento della prostituzione minorile.